# 1920

## Събития
- Основан е българският футболен отбор Беласица (Петрич).
- 8 февруари – Тирана става столица на Албания.
- 23 април Мустафа Кемал Ататюрк сформира временно правителство в Анкара
- 14 юни – В България е създадена Трудова повинност.
- 5 юли – В България е основан Свободен университет за политически и стопански науки (днес УНСС).

## Родени
- Асен Милушев, български футболист († 2002 г.)
- Кирил Богданов, български футболист († 1997 г.)
- Франк Томпсън, британски офицер († 1944 г.)
- 1 януари – Елпида Караманди, югославска комунистическа партизанка († 1942 г.)
- 2 януари – Айзък Азимов, американски писател от руски произход († 1992 г.)
- 10 януари – Стоян Орманджиев, български футболист и треньор († 2006 г.)
- 11 януари – Славко Яневски, писател от Република Македония († 2000 г.)
- 20 януари – Федерико Фелини, италиански кинорежисьор († 1993 г.)
- 21 януари – Ерол Бароу, барбадоски политик († 1987 г.)
- 30 януари – Делбърт Ман, американски режисьор († 2007 г.)
- 2 февруари – Алберт Шац, американски учен, микробиолог († 2005 г.)
- 3 февруари – Джордж Милър, американски психолог († 2012 г.)
- 5 февруари – Леда Милева, българска писателка († 2013 г.)
- 16 февруари – Андрей Чапразов, български драматичен и киноактьор († 1999 г.)
- 17 февруари – Богомил Нонев, български писател, журналист, дипломат († 2002 г.)
- 22 февруари – Иван Дуриданов, български лингвист († 2005 г.)
- 29 февруари – Мишел Морган, френска актриса († 2016 г.)
- 10 март – Борис Виан, френски писател и музикант († 1959 г.)
- 15 март – Валтер Томан, австрийски писател († 2003 г.)
- 16 март – Денчо Знеполски, деец на БКП, партизанин, военен деец († 1989 г.)
- 17 март – Делчо Делчев, български офицер († 2007 г.)
- 1 април
  - Тоширо Мифуне, японски актьор и продуцент († 1997 г.)
  - Велико Йорданов, български учител († 2004 г.)
  - Евгени Матеев, български икономист († 1997 г.)
- 4 април – Ерик Ромер, френски кинорежисьор († 2010 г.)
- 5 април – Артър Хейли, британски писател († 2004 г.)
- 11 април г. – Марлен Хаусхофер, австрийска писателка († 1970 г.)
- 14 април – Магда Пушкарова, българска народна певица († 2006 г.)
- 15 април
  - Рихард фон Вайцзекер, 6-и Бундеспрезидент на Германия († 2015 г.)
  - Томас Сас, унгарски психиатър и академик († 2012 г.)
- 22 април – Валери Петров, български поет († 2014 г.)
- 27 април – Самуил Джундрин, Никополски епископ († 1998 г.)
- 30 април – Николай Гринко, украински актьор († 1989 г.)
- 9 май – Ричард Адамс, английски писател († 2016 г.)
- 9 май – Уилям Тен, американски писател († 2010 г.)
- 18 май
  - Йоан Павел II, римокатолически папа (1978 – 2005) († 2005 г.)
  - Алексей Шелудко, български физикохимик († 1995 г.)
- 27 май – Бранко Пендовски, писател от Република Македония († 2011 г.)
- 29 май – Джон Харшани, американски икономист, лауреат на Нобелова награда за икономика през 1994 г. († 2000 г.)
- 2 юни – Марсел Райх-Раницки, немски литературен критик († 2013 г.)
- 17 юни – Франсоа Жакоб, френски биолог, лауреат на Нобелова награда за физиология или медицина през 1965 г. († 2013 г.)
- 1 юли – Амалия Родригеш, Португалска певица († 1999 г.)
- 11 юли – Юл Бринър, американски актьор († 1985 г.)
- 12 юли – Петър Танчев, български политик († 1992 г.)
- 17 юли – Хуан Антонио Самаранч, испански спортен функционер († 2010 г.)
- 30 юли – Никола Николов, български писател и общественик († 1997 г.)
- 8 август – Александър Пипонков, български партизанин († 1944 г.)
- 14 август – Милко Балев, български политик († 2002 г.)
- 16 август – Чарлз Буковски, американски писател († 1994 г.)
- 21 август – Кристофър Робин Милн, английски писател, първообраз на героя Кристофър Робин от книгата „Мечо Пух“ († 1996 г.)
- 22 август
  - Волфдитрих Шнуре, немски писател († 1989 г.)
  - Рей Бредбъри, американски писател († 2012 г.)
- 29 август – Чарли Паркър, джаз музикант, саксофонист († 1955 г.)
- 9 септември – Митко Григоров, български политик, дипломат († 1987 г.)
- 14 септември
  - Марио Бенедети, уругвайски писател († 2009 г.)
  - Лорънс Клайн, американски икономист, Нобелов лауреат († 2013 г.)
- 18 септември – Дорис Мюрингер, австрийска поетеса († 2009 г.)
- 20 септември – Ханс Цибулка, немски поет и белетрист († 2004 г.)
- 23 септември – Мики Руни, американски актьор († 2014 г.)
- 27 септември – Таки Хрисик, югославски композитор († 1983 г.)
- 1 октомври – Александър Попов, български футболист
- 2 октомври
  - Джузепе Коломбо, италиански учен († 1984 г.)
  - Йордан Йотов, български политик († 2012 г.)
- 5 октомври – Мелитон Кантария, съветски военен († 1993 г.)
- 8 октомври – Франк Хърбърт, американски писател († 1986 г.)
- 11 октомври – Николай Ирибаджаков, български философ († 2008 г.)
- 15 октомври – Марио Пузо, американски писател († 1999 г.)
- 17 октомври – Монтгомъри Клифт, американски актьор († 1966 г.)
- 18 октомври
  - Недко Недев, български футболист († 2001 г.)
  - Мелина Меркури, гръцка актриса († 1994 г.)
- 19 октомври – Костадин Шопов, Български волейболист († 2006 г.)
- 20 октомври – Амет-хан Султан, съветски летец († 1971 г.)
- 22 октомври – Тимъти Лири, американски психолог, автор († 1996 г.)
- 23 октомври – Джани Родари, италиански писател († 1980 г.)
- 31 октомври
  - Гунар Грен, шведски футболист († 1991 г.)
  - Фриц Валтер, немски футболист († 2002 г.)
- 5 ноември
  - Дъглас Норт, американски икономист, лауреат на Нобелова награда за икономика през 1993 г. († 2015 г.)
  - Корнелиъс Райън, ирландски журналист и писател († 1974 г.)
- 23 ноември – Паул Целан, австрийски поет и преводач († 1970 г.)
- 4 декември – Надир Афонсо, португалски архитект и художник († 2013 г.)
- 6 декември – Дейв Брубек, американски джаз пианист и композитор († 2012 г.)
- 10 декември – Станко Тодоров, български политик († 1996 г.)

## Починали
- Владимир Палаузов, руски юрист
- Юлиан Шумлянски, български просветен деец
- 3 януари – Франц Тоула, австрийски геолог
- 4 януари – Григор Начович, български политик
- 24 януари
  - Амедео Модилияни, италиански художник и скулптор (р. 1884 г.)
  - Михаил Такев, български политик (р. 1864 г.)
  - Амедео Модиляни, италиански художник
- 26 януари – Жан Ебютерн, френска художничка
- 8 февруари – Рихард Демел, немски поет, драматург и романист
- 9 февруари – Екатерина Ненчева, българска поетеса (р. 1885 г.)
- 15 февруари – Фратьо Фратев, български актьор (р. 1876 г.)
- 17 февруари
  - Йован Бабунски, сърбомански войвода
  - Титю Титков (р. 1846 г.), български търговец и политик, кмет на Ески Джумая / Търговище (1887)[1]
- 20 февруари – Робърт Пири, американски изследовател
- 21 февруари
  - Асен Петров, български хирург, учен и преподавател (р. 1862 г.)
  - Владимир Маковски, руски художник
- 27 февруари – Стефан Попов, български актьор и режисьор (р. 1846 г.)
- 30 май – Стефан Паприков, български военен деец и политик
- 14 юни – Макс Вебер, немски политикономист и социолог
- 11 юли – Евгения, императрица на Франция (р. 1826 г.)
- 12 август – Йон Драгумис, гръцки дипломат
- 31 август – Вилхелм Вунт, германски психолог
- 1 септември – Константин Кирков, български военен деец
- 6 септември – Мария Павловна Мекленбургска, Велика руска княгиня
- 14 септември – Ичко Димитров, български офицер и революционер
- 24 септември – Петер Карл Фаберже, руски бижутер (р. 1846 г.)
- 12 октомври – Александрос I, гръцки крал (1917 – 1920) (р. 1893 г.)
- 24 октомври – Мария Александровна Сакскобургготска, херцогиня на Единбург
- 3 ноември – Георги Янков, български военен деец
- 7 декември – Станка Николица-Спасо-Еленина, българска книжовничка, преводачка и поетеса
- 29 декември – Марко Цепенков, български писател и фолклорист
- 30 декември – Джеймс Баучер, британски журналист (р. 1850 г.)

## Нобелови награди
- Физика – Шарл Едуар Гийом
- Химия – Валтер Нернст
- Физиология или медицина – Август Крог
- Литература – Кнут Хамсун
- Мир – Леон Виктор Огюст Буржоа

Вижте също:
- календара за тази година